# Willowbrook Coachbuilders
Willowbrook Coachbuilders Ltd. (später: Willowbrook International) war ein britischer Karosseriehersteller, der im 20. Jahrhundert Aufbauten für Omnibusse fertigte und vereinzelt auch Personenkraftwagen einkleidete.

## Unternehmensgeschichte

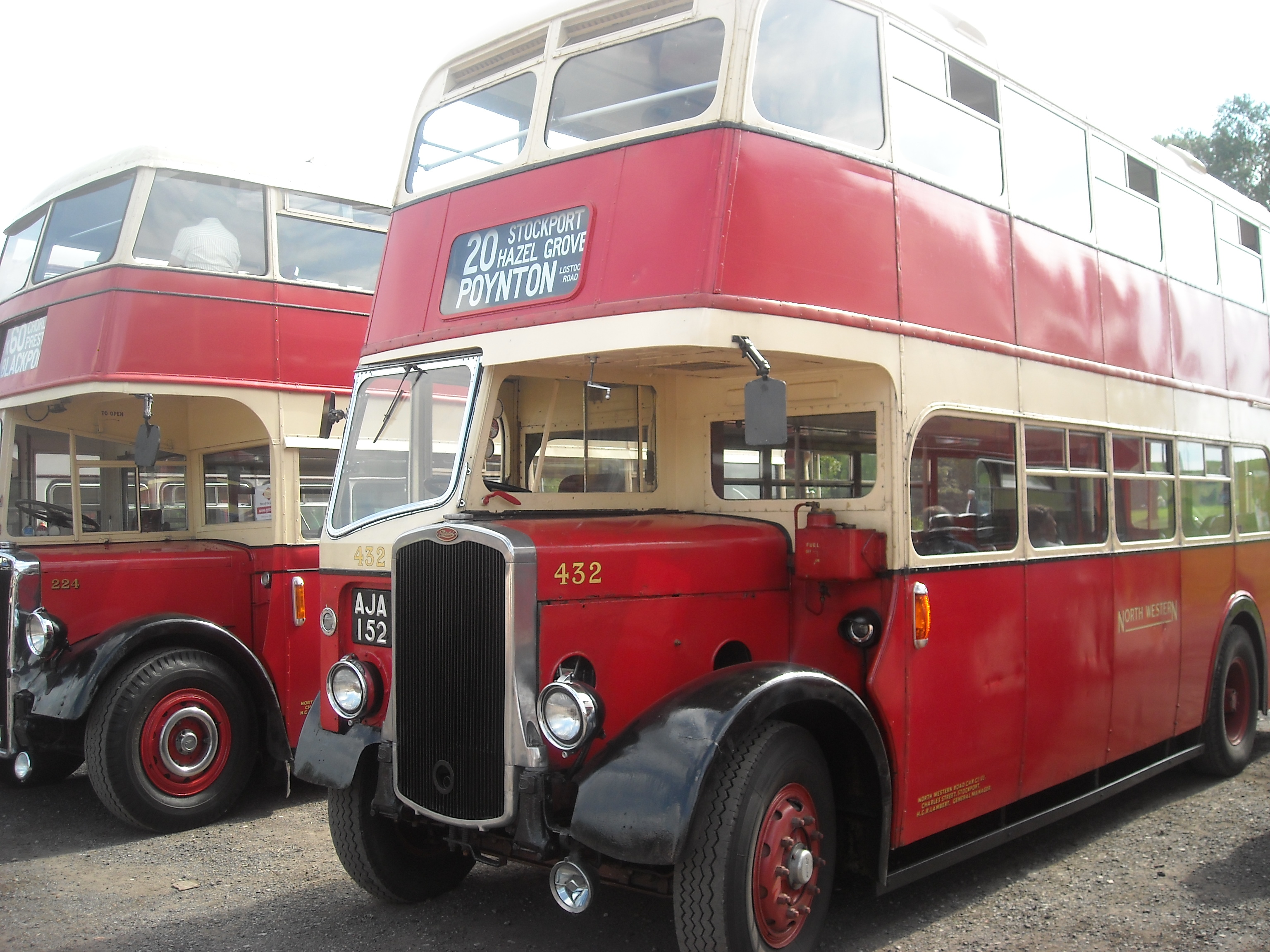
Doppeldeckerbusse von Willowbrook auf einem Bristol-K-Fahrgestell (1939)

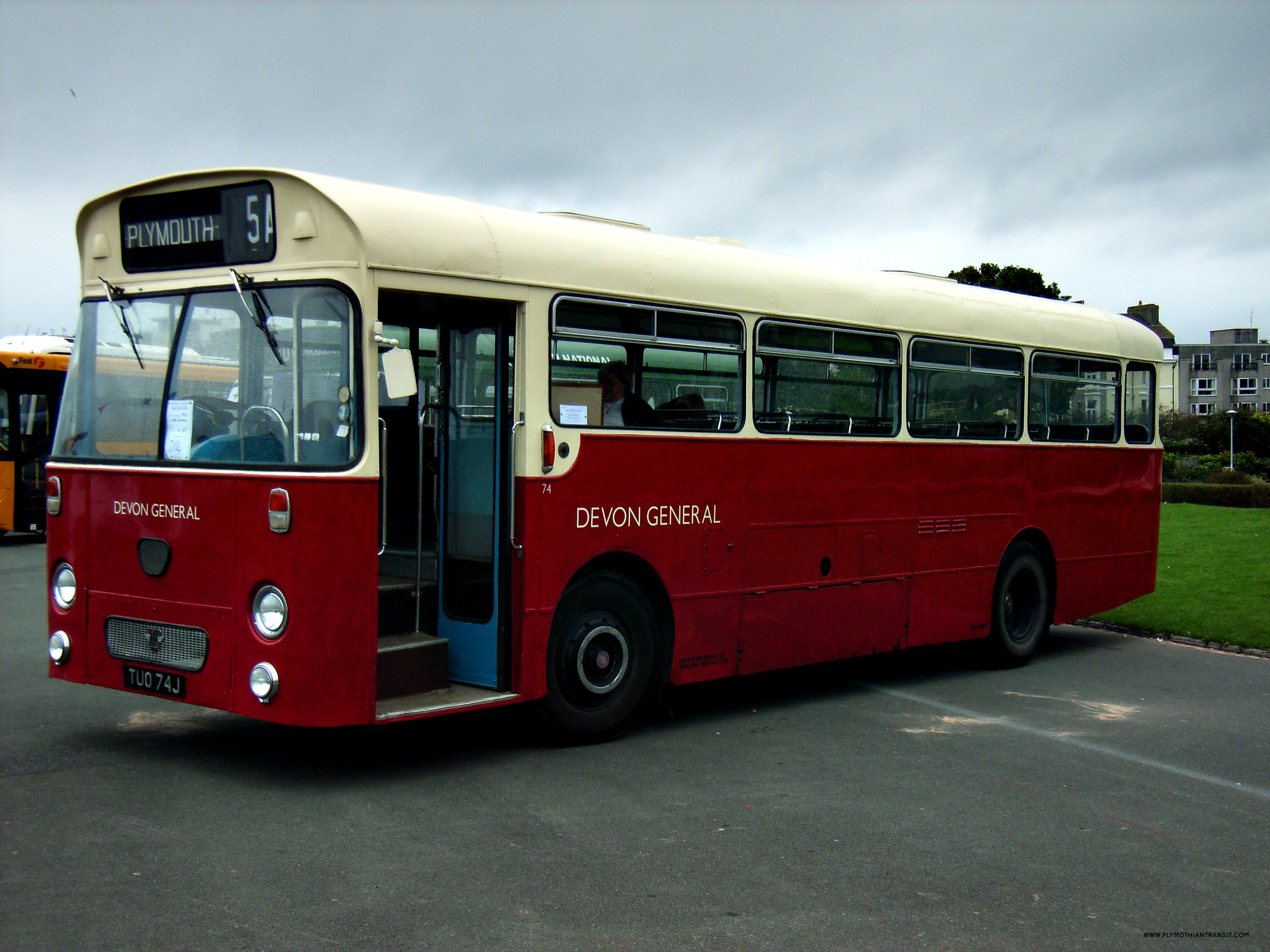
Willowbrook-Aufbau auf einem AEC-Fahrgestell (Reliance, 1970)

Willowbrook geht auf den 1900 in Leicester gegründeten Betrieb Stokes & Holt Ltd. zurück. Stokes & Holt fertigte schwerpunktmäßig Körbe und Flechtwaren. 1910 weitete das Unternehmen seinen Betrieb auf die Herstellung von Fahrzeugaufbauten aus; die Werkstätten befanden sich Loughborough, einem Vorort Leicesters. Ab 1925 vermarktete Stokes & Holt seine Fahrzeugkarosserien unter dem Namen Willowbrook. Um die Karosserieabteilung auch formal eigenständig zu machen, gründete Stokes & Holt 1927 das Tochterunternehmen Willowbrook Coachbuilders Ltd.
Anfänglich stellte Willowbrook vor allem Aufbauten für Chassis von Chevrolet und Bedford her, zumeist kleinere Busse mit einer Etage. Ab etwa 1935 entstanden aber auch Doppeldeckerbusse auf Fahrgestellen von AEC, Bristol und Leyland. Willowbrooks Kunden waren vor allem unabhängige Betreiber von Buslinien. Während des Zweiten Weltkriegs fertigte Willowbrook Truppentransporter für die Britische Armee.
Nach dem Ende des Krieges setzte Willowbrook die Fertigung von Omnibusaufbauten fort. Das Unternehmen bot einen Standardaufbau namens Viking an, der für unterschiedliche Fahrgestelle geeignet war und nach Kundenwünschen modifiziert werden konnte. Eine enge Verbindung bestand zeitweise zu Guy Motors. Kunden waren unter anderem die Birmingham & Midland Motor Omnibus Company (BMMO) und British Electric Traction (BET).
Im September 1958 wurde Willowbrook von seinem bisherigen Konkurrenten Duple übernommen. Duple führte die Fertigung in Leicester zusammen. In den ersten Jahren setzte Duple noch die Fertigung von Willowbrooks Viking-Aufbauten fort, später wurden die Aufbauten standardisiert. Einige Jahre lang nutzte das Unternehmen den Namen Willowbrook für alle Doppeldeckerkarosserien, während die kleineren Aufbauten als Duple Midland vermarktet wurden.
1971 erwarb der Duple-Teilhaber George Hughes die Namensrechte an Willowbrook. Es kam zur Neugründung des Unternehmens Willowbrook International. 1972 nahm Willowbrook die Fertigung einer neuen Buskarosserie mit der Bezeichnung Expressway auf, von der insgesamt etwa 150 Exemplare entstanden. Ein kleines Modell mit dem Namen Spaceway wurde in vier Jahren nur 93 Mal gebaut.
1984 endete bei Willowbrook die Herstellung neuer Busaufbauten. Ab 1985 beschäftigte sich das Unternehmen mit der Überarbeitung älterer Busse, für die neue Aufbauten oder Teile von Aufbauten gefertigt wurden. 1993 stellte Willowbrook den Betrieb endgültig ein.

## Willowbrook und Alvis

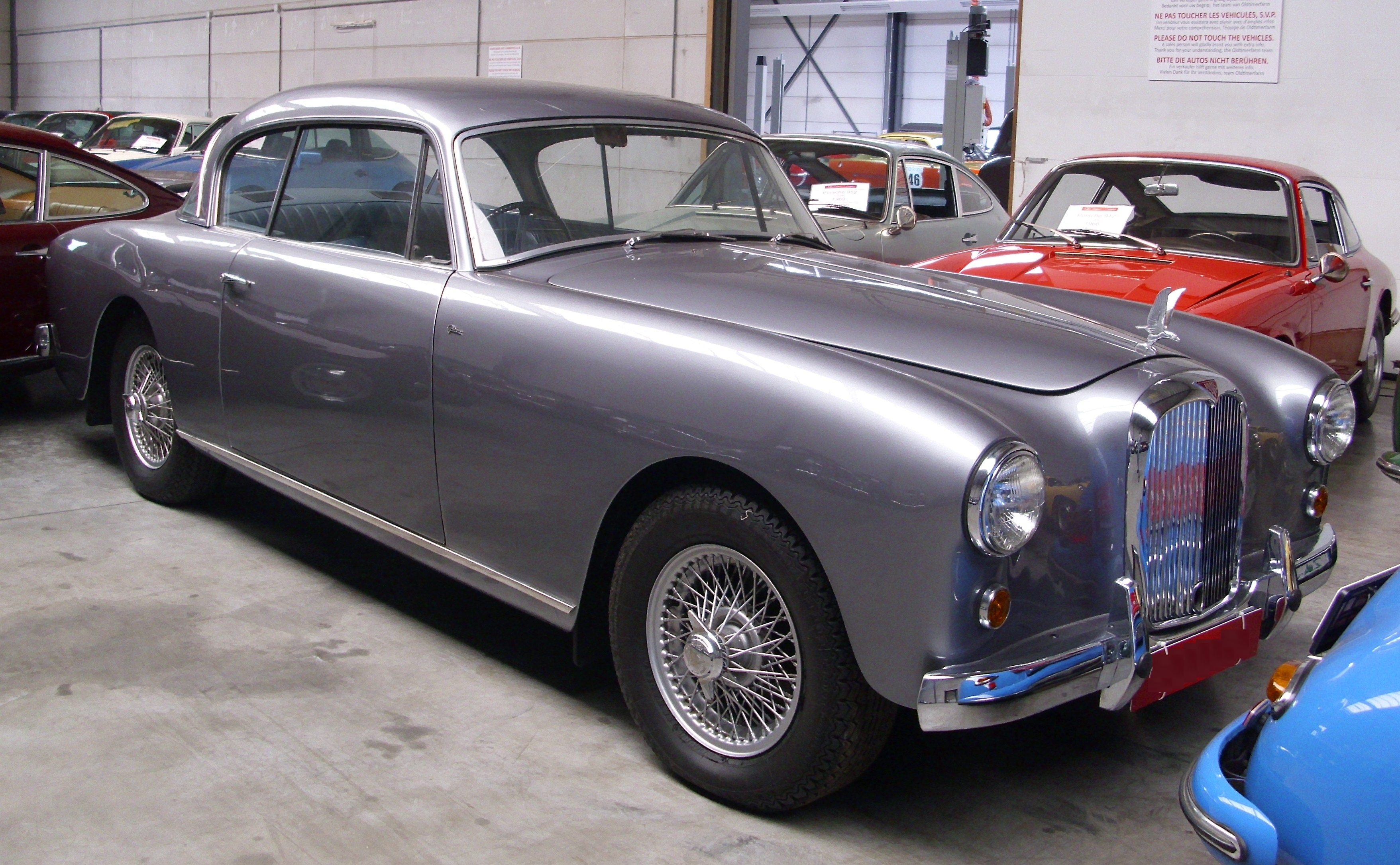
Einziger PKW-Aufbau von Willowbrook: Alvis TC 108/G (1956–1958)

Von 1956 bis 1958 entstanden bei Willowbrook auch Karosserien für Personenkraftwagen. Der britische Pkw-Hersteller Alvis Cars, der kurz zuvor seinen bisherigen Karosseriehersteller Mulliners of Birmingham verloren hatte, beauftragte Willowbrook mit der Fertigung der Werkskarosserien des neu vorgestellten Oberklassemodells Alvis TC 108/G. Der Entwurf der Karosserie stammte vom Schweizer Karosseriebauunternehmen Graber, das auch die Holzformen für die Bleche an Willowbrook lieferte. Die Willowbrook-Aufbauten waren extrem teuer, handwerklich allerdings von minderwertiger Qualität. In zweieinhalb Jahren entstanden insgesamt weniger als 20 Karosserien für Alvis.
Die Produktion des TC 108/G endete 1958. Nach einer Quelle kündigte das Duple-Management den Vertrag über die Fertigung des TC 108/G, sodass Alvis wiederum einen neuen Karosseriehersteller benötigte. Andere Quellen gehen davon aus, dass die Verbindung zwischen Alvis und Willowbrook von Anfang an nur auf die Fertigung von 25 Fahrzeugen ausgelegt war und Alvis den Vertrag wegen qualitativer Mängel der Willowbrook-Karosserien vorzeitig auflöste. Das ebenfalls von Graber entworfene Nachfolgemodell Alvis TD 21 erhielt Karosserien, die bei Park Ward aufgebaut wurden. Weitere PKW-Karosserien fertigte Willowbrook nicht.